# Squalodontidae
Squalodontidae es una familia extinta de cetáceos odontocetos perteneciente a la superfamilia Squalodontoidea.
La familia Squalodontidae está compuesta de varios géneros: Prosqualodon, de hocico corto, Phoberodon, hocico de mediano tamaño, y Squalodon, de hocico largo. Esta familia se extinguió en el Pleistoceno sin dejar descendientes y se cree que las causas fueron la competencia con otras especies de delfín y los cambios climáticos.